# Veiligheidsregio Zuid-Limburg

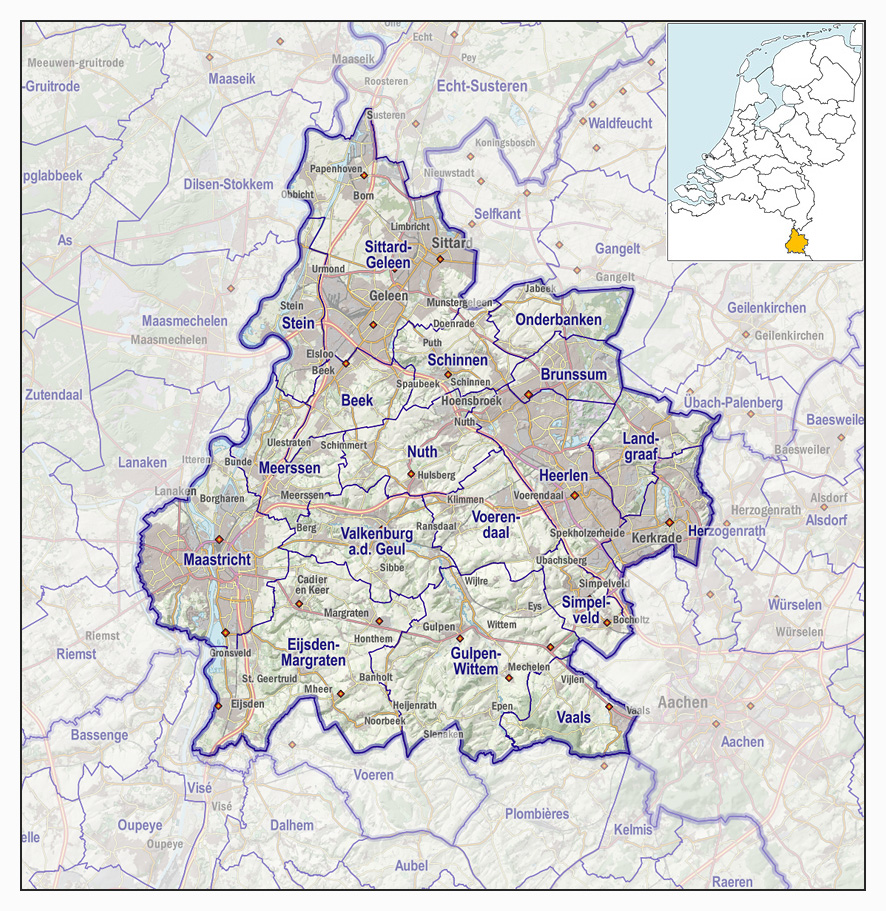
Veiligheidsregio Zuid-Limburg, impressie van het landschap en indeling van gemeenten (2017)

De veiligheidsregio Zuid-Limburg is een veiligheidsregio binnen de provincie Limburg.

## Regioprofiel
- Inwoners: 605.795 (2013, CBS)
- Landoppervlakte: 632 km²
- Gemeenten: 16. Per 1-1-2011 zijn gemeenten Eijsden en Margraten samengegaan in de gemeente Eijsden-Margraten. Per 1-1-2019 zijn de gemeenten Onderbanken, Nuth en Schinnen samengegaan in de gemeente Beekdaelen. Zie ook de tabel van gemeentelijke herindelingen.
- De regio bestaat goeddeels uit heuvelachtig terrein. Het hoogste punt, de Vaalserberg, is 322,7m boven NAP.
- De Maas kent in deze regio een groot verval (hoogteverschil) en is gevoelig voor hoogwaterproblematiek. Dit geldt ook voor de kleinere rivieren Geul en Gulp.

## Risico's

### Terrein
- Het gebied kan milieuhinder ondervinden van industrie in het Ruhrgebied in Duitsland.
- Bij droogte en warmte kan het platteland geplaagd worden door rupsen en/of insecten.

### Infrastructuur
- Vervoer van gevaarlijke stoffen over de A2, de A76 en de A79
- Vervoer van gevaarlijke stoffen over het spoor tussen België en Duitsland.

### Sociaal-fysiek
- Attractiepark De Valkenier in de gemeente Valkenburg aan de Geul.
- Popfestival Pinkpop in de gemeente Landgraaf.